# 上海交通大学微电子学院
微电子学院，为上海交通大学的一个已撤销的学院，成立于2003年5月，2007年5月由上海交通大学徐汇校区的浩然科技大厦15楼迁至闵行校区。
2014年4月9日，成立电子信息与电气工程学院微电子与纳米科学系，微电子学院随即被撤销。

## 相关事件
- 汉芯事件：原微电子学院院长陈进领导的上海交通大学汉芯科技有限公司主演的著名学术造假案。